# العنصرة

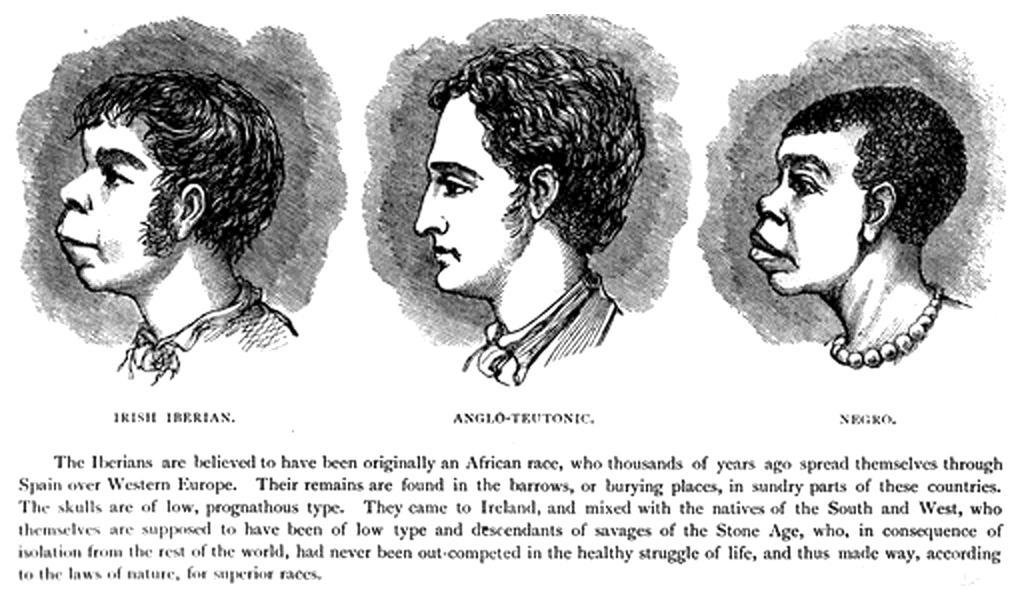
التصنيف العرقي البشري

العنصرة أو التصنيف العرقي، في علم الاجتماع، هي عملية نسب الهويات الإثنية أو العرقية، لعلاقة أو ممارسة اجتماعية أو جماعة لم تعرّف نفسها على هذا النحو. غالبًا ما تنشأ العنصرة أو التصنيف العرقي من تفاعل مجموعة مع مجموعة تسيطر عليها، وتنسب لها الهوية بهدف الهيمنة المستمرة. في حين أنها غالبا ما تنشأ من الهيمنة، تنتمي غاليًا المجموعة المُعَنصرة والمصنَّفة عرقيا -تدريجيًا- إلى الهوية المنسوبة وتحتضنها، فتصبح عرقًا أو إثنية منسوبة ذاتيًا. شاعت هذه العمليات عبر تاريخ الإمبريالية والقومية والتسلسلات الهرمية العرقية والإثنية.

## لمحة تاريخية
استُخدمت الفئات العرقية تاريخيا على أنها وسيلة للسماح لشخصية أو مجموعة استبدادية، بالتمييز بين المجموعات أو الأفراد الآخرين، الذين اعتبروا مختلفين عن الشخصية الاستبدادية. شاع تشكيل العنصرة في الأعمال الفنية في أوروبا، واستهدفت بلدان في الشرق الأوسط وآسيا، في القرن التاسع عشر وأوائل القرن العشرين. صُورت الأعمال الفنية، ومعظمها من اللوحات، لترسيخ التحيز عند الشعوب الغربية عبر جنسنة الصور والتلاعب بها. واحدة من أبرز الأمثلة على الأعمال الفنية للمستشرقين هي لوحة الفنان أوجين ديلاكروا بعنوان نساء الجزائر في شقتهن، ويعود تاريخها إلى عام 1834، وتصور ثلاث نساء يسترحن في الحرملك، بملابس غريبة بينما ترتدي امرأة أفريقية ملابس عادية، وتصور دورها خادمة. تزين الغرفة المنسوجات والشيشة وغيرها من الممتلكات الشخصية، التي تمثل الخيال الأوروبي لمشهد عجيب. أدت محاولات تصوير هذه الثقافات على أنها غريبة وأجنبية وعجيبة، من خلال الاستشراق إلى التعصب تجاه المجتمعات العربية والآسيوية في أوروبا والولايات المتحدة.
يجادل آخرون بأن ديلاكروا -الذي سافر إلى شمال أفريقيا للرسم على نطاق واسع- كان يصور مشهدًا واقعيًا للحقبة، استنادًا إلى معرفته وخبرته المباشرة. تتفق الملابس في مثل هذا التفسير مع العصر، على سبيل المثال، عندما ارتدى العرب من شمال إفريقيا ملابس مختلفة عن الأوروبيين، واحتفظوا بالعبيد السود الذين لم يُعاملوا على قدم المساواة.
استعمرت دول أوروبية العديد من بلدان شمال إفريقيا والشرق الأوسط، مثل تونس والجزائر وسوريا. لم تكن هذه البلدان مستقلة تمامًا حتى منتصف القرن العشرين، وهو الوقت الذي بدأت فيه العولمة بالنمو اقتصاديًا وسياسيًا على حد سواء. تسبب ازدياد العولمة، بازدياد التأثير الثقافي والهجرة إلى الدول الغربية. ساهمت الثقافات والجماعات العرقية والمثل العليا الجديدة في عملية العنصرة المألوفة في المجتمع الحديث.
العنصرة عملية طويلة، ويُصنف أفراد كل مجموعة بناء على اختلافاتهم المتصورة، بالمقارنة مع أولئك الذين يعتبرون نخبة داخل المجتمع. والإعلام هو المساهم الرئيس الآخر في عملية العنصرة. تصوّر وكالات الأنباء والأفلام والبرامج التلفزيونية وأشكال أخرى من وسائل الاتصال العامة الجماعات العرقية فتعكس غالبًا الصور النمطية التي تساهم في تشكيل رأي الجمهور في بعض المجموعات الثقافية. قد تصبح هذه الآراء والصور النمطية مؤسسية، ويجب على الجماعات العرقية أن تواجه العنصرية المؤسسية الناتجة.
تميل الجماعات المهيمنة في المجتمع، إلى عنصرة الآخرين؛ لأن الجماعات الثقافية والعرقية الجديدة تُعتبر تهديدًا لمجتمعها. ترسخ هذه التهديدات الخوف -عند الأعضاء المهيمنين في المجتمع- من احتمال حدوث حراك هابط أو فقدان الأمن القومي. يمكن لهذه التهديدات أن تكون مُتخيلة أو حقيقية، إلا أنها تظهر بشكل بارز عندما تكون هناك مشكلة أخرى في الأمة، مثل الاقتصاد رديء الأداء. غالبًا ما تكون تأثيرات العنصرة أكثر ضررًا على الجماعات العرقية والإثنية من العنصرة الفعلية نفسها، ومن الأمثلة القليلة على ذلك العنصرية النُظمية والهيكلية. تساعد البحوث المهمة في هذا المجال، السياسيين وصانعي السياسات، في خلق مجتمع أكثر مساواة، يتبنى مختلف المجموعات العرقية والإثنية ويدعمها.

## الإدماج العنصري
يمكن أن تؤثر عملية العنصرة على المهاجرين الوافدين حديثًا، وعلى أطفالهم من الجيل الثاني في الولايات المتحدة أيضًا. يربط مفهوم الإدماج العنصري فكرة الاستيعاب مع دراسات العرق النقدية بشكل عام ومفهوم العنصرة بشكل خاص. في حين قد يمتلك المهاجرون هويات عرقية وثقافية محددة مرتبطة ببلدانهم الأصلية، فإنهم يُدمجون في مجتمع منظم إلى حد كبير على أساس العرق، بمجرد وصولهم إلى الولايات المتحدة. ينتشر التسلسل الهرمي العنصري في الولايات المتحدة في العديد من جوانب الحياة بما في ذلك الإسكان والتعليم والتوظيف.
يجادل منظور الإدماج العنصري بأن التحديد العرقي -بصرف النظر عن الاختلافات العرقية والثقافية بين مجموعات المهاجرين- هو المبدأ الأساسي والنهائي للتنظيم الاجتماعي في الولايات المتحدة. لذلك من المحتمل أن يُدمج مهاجرون من السويد وأطفالهم المولودون في الولايات المتحدة من الجيل الثاني، في التيار الرئيس للبيض، بينما من المحتمل أن يُدمج مهاجرون من غانا وأطفالهم المولودون في الولايات المتحدة من الجيل الثاني، في مجتمع السود. نظرًا لأن التجارب الحياتية للبيض والسود في المجتمع الأمريكي، تختلف في معظم مجالات الحياة الاجتماعية. تحدد الفئة المُعنصرة -التي يُدمج فيها المهاجرون وأطفالهم إلى حد كبير- تجاربها وفرصها في الولايات المتحدة. يعَد مفهوم الإدماج العنصري جديدًا نسبيًا، وطُبق مؤخرًا في دراسة للعمل الحر في الولايات المتحدة.

## عنصرة الديانة
يغطّي النقاش الأكاديمي المستمر مسألة عنصرة المجتمعات الدينية. يمكن أن يُعنصر أتباع اليهودية والإسلام، عندما يُصوّرون على أنهم يتمتعون بخصائص فيزيائية معينة، على الرغم من أن العديد من أتباع هذه الديانات لا يشاركون بشكل واضح في تلك الخصائص. تمتد العنصرة إلى خَلَف الأتباع، على الرغم من أن تلك الذرية قد تتنحى في كثير من الأحيان عن ممارسة شعائر دين أسلافهم، ولكنهم يحتفظون أيضًا بالجوانب الثقافية الدائمة للدين لأغراض عائلية ومجتمعية.
يقال إن الأثر الفوري لعنصرة الدين، هو استيعاب هذه العنصرة من قِبل خَلَف الأتباع، إذ يتقبل ويستوعب خلف الأتباع ثقافتهم العائلية المتأثرة دينيا، باعتبارها هوية وتميّزًا عرقيًا. القومية هي إحدى تطبيقات هذه العنصرة، إذ يسعى العرق الناشئ إلى تأكيد التطلعات الثقافية والقومية المتوافقة مع المجموعات الأخرى والمُراعاة من قبلها. من التطبيقات الأخرى للعنصرة، التمييز العنصري والتفريق، إذ يُمنع المُعَنصَرون من المشاركة في أي وظيفة عامة أو خاصة في المجتمع، بسبب خصال عرقهم السلبية.

## العنصرة والنوع الاجتماعي
تُميَّز الفئات الاجتماعية، خلال عملية العنصرة، وتتعرض لمعاملة تفضيلية غير متكافئة، على أساس الخصائص البيولوجية والمظهرية والثقافية والجندرية المفترضة. يمكن أن تؤثر العنصرة على أي شخص من أي عرق، لذلك يمكن أن تتقاطع العنصرة والنوع الاجتماعي في كثير من الأحيان. مثلما تتقاطع العنصرية والنوع الاجتماعي أو التفريق والنوع الاجتماعي، فمن السهل أن تتداخل العنصرة مع النوع الاجتماعي. تُخلق أثناء العنصرة فئات عرقية معينة، وتعزى الخصائص المميزة والنمطية إلى تلك الفئة المحددة.
يمكن أن يوجد فئات فرعية للعنصرة ضمن هذه الفئات، مثل الرجال الأوروبيين الأمريكيين، أو النساء الأمريكيات الأفريقيات. غالبًا ما يتأثر المهاجرون إلى الولايات المتحدة بالعنصرة، إذا لم يكونوا من البيض، وكانوا أكثر ملاءمة لمجموعة من الأقليات. قد تُصور النساء الأميركيات الإفريقيات نمطيًا على سبيل المثال، على أنهن غير متعلمات أو ضوضائيات أو غير لائقات. لذلك إذا هاجرت امرأة من أصل أفريقي إلى الولايات المتحدة، سينسب الناس -عبر العنصرة- الصورَ النمطية المعتادة لها؛ لأنها تتناسب مع فئة المرأة الأمريكية الأفريقية من خلال النظرة العنصرية.